# Magdalena Adamowicz
Magdalena Adamowicz z domu Abramska (ur. 10 kwietnia 1973 w Słupsku) – polska prawniczka i polityk, doktor nauk prawnych, pracownik naukowy Uniwersytetu Gdańskiego specjalizująca się w prawie morskim, posłanka do Parlamentu Europejskiego IX i X kadencji.

## Życiorys

### Wykształcenie i działalność naukowa
Ukończyła Szkołę Podstawową nr 14 im. Janusza Korczaka w Słupsku i I Liceum Ogólnokształcące im. Bolesława Krzywoustego w Słupsku. Następnie ukończyła prawo na Uniwersytecie Gdańskim, po czym odbyła aplikację radcowską. W 2003 uzyskała stopień doktora nauk prawnych na podstawie rozprawy zatytułowanej Rola towarzystw ubezpieczeń wzajemnych w systemie ubezpieczeń gospodarczych napisanej pod kierunkiem profesor Janiny Ciechanowicz-McLean. W tym samym roku została zatrudniona na stanowisku adiunkta w Katedrze Prawa Morskiego. Jest absolwentką Szkoły Prawa Angielskiego i Europejskiego organizowanej przez Uniwersytet Cambridge i Szkoły Prawa Niemieckiego organizowanej Uniwersytet Fryderyka Wilhelma w Bonn. W 2013 ukończyła studia podyplomowe Master of Business Administration realizowane we współpracy z University of Northampton i Wyższą Szkołę Bankową w Gdańsku, gdzie uzyskała dyplom MBA. Odbyła staże w Kolonii, Barcelonie, Monachium, Hamburgu, Antwerpii i Brukseli.

### Działalność publiczna
Startowała w wyborach do Parlamentu Europejskiego w 2019 z drugiego miejsca listy Koalicji Europejskiej w okręgu nr 1 jako kandydatka rekomendowana przez Platformę Obywatelską. Uzyskała poparcie 199 591 wyborców (24,12% głosów w okręgu) i z najwyższym wynikiem w okręgu uzyskała mandat europosła. W Parlamencie Europejskim dołączyła do Grupy Europejskiej Partii Ludowej (Chrześcijańscy Demokraci). Została członkinią Komisji Transportu i Turystyki oraz Delegacji do spraw stosunków z Republiką Południowej Afryki, a także zastępczynią członka w Komisji Prawnej oraz w Komisji Wolności Obywatelskich, Sprawiedliwości i Spraw Wewnętrznych.
W 2020 prokurator skierował akt oskarżenia przeciwko m.in. Magdalenie Adamowicz oskarżonej o składanie fałszywych zeznań podatkowych (w 2012 i 2013). W czerwcu 2022 Sąd Rejonowy Gdańsk-Południe w Gdańsku w pierwszej instancji uniewinnił ją od zarzucanych czynów. Na skutek apelacji prokuratora w kwietniu 2023 wyrok ten został uchylony, a sprawa przekazana do ponownego rozpoznania. W lutym 2024 postępowanie zostało umorzone w związku z przedawnieniem karalności.
W 2022 objęła funkcję prezesa fundacji Instytut Pawła Adamowicza. W wyborach europejskich w 2024 z powodzeniem ubiegała się o reelekcję z listy Koalicji Obywatelskiej, zdobywając 204 207 głosów. W PE X kadencji zasiadła w Komisji Wolności Obywatelskich, Sprawiedliwości i Spraw Wewnętrznych. Wstąpiła później do Platformy Obywatelskiej.

## Wyniki w wyborach ogólnopolskich
| Wybory | Komitet wyborczy | Komitet wyborczy     | Organ                            | Okręg | Wynik            |
| ------ | ---------------- | -------------------- | -------------------------------- | ----- | ---------------- |
| 2019   |                  | Koalicja Europejska  | Parlament Europejski IX kadencji | nr 1  | 199 591 (24,12%) |
| 2024   |                  | Koalicja Obywatelska | Parlament Europejski X kadencji  | nr 1  | 204 207 (27,47%) |

## Życie prywatne
W latach 1999–2019 była żoną Pawła Adamowicza, prezydenta Gdańska, który zmarł w wyniku ran zadanych mu przez zamachowca. Z tego związku ma dwie córki: Antoninę (ur. 2003) i Teresę (ur. 2010). Jej siostra Beata była żoną Macieja Glamowskiego.

## Publikacje książkowe
- Magdalena Adamowicz, Justyna Nawrot (red.), Europeizacja prawa morskiego, Gdańsk: Wydawnictwo Arche, 2016, ISBN 978-83-88445-62-0.